# Oceans of the Mind
Az Oceans of the Mind egy negyedévente megjelenő sci-fi magazin volt az Egyesült Államokban. 2001-2006 között 19 száma jelent meg.

## Szerkesztő
- Szerkesztő: Richard Freeborn
- Kiadó: Trantor Publications